# Chloé Crabbé
Chloé Crabbé (* 29. Juli 2005 in Etterbeek) ist eine belgische Squashspielerin.

## Karriere
Chloé Crabbé spielte 2022 erstmals auf der PSA World Tour. In der Weltrangliste erreichte sie ihre beste Platzierung mit Rang 271 am 29. Mai 2023.
Bei den Europameisterschaften 2022 wurde sie erstmals in den Kader der belgischen Nationalmannschaft berufen und belegte mit ihr Rang sechs. 2023 erreichte sie dagegen mit der Mannschaft das Finale, das mit 1:2 gegen England verloren wurde. Im Turnierverlauf kam Crabbé dreimal zum Einsatz, darunter auch im Finale, in dem sie Lucy Turmel in drei Sätzen unterlag. Ein Jahr darauf gelang der Mannschaft schließlich der Titelgewinn. Zwar verlor Marie Van Riet ihre Finalpartie gegen England mit 0:3 gegen Lucy Turmel, was den zwischenzeitlichen 1:1-Ausgleich bedeutete, allerdings gewannen Nele und Tinne Gilis jeweils ihre Partien und sicherten Belgien somit den 2:1-Gesamtsieg und den erstmaligen Gewinn der Europameisterschaften auf Mannschaftsebene. Crabbé kam im Finale nicht zum Einsatz und bestritt insgesamt zwei Partien. 2024 gehörte Crabbé zum belgischen Aufgebot bei den Weltmeisterschaften, an denen Belgien erstmals seit 2004 wieder teilnahm, und belegte mit der Mannschaft sogleich den dritten Platz. Crabbé wurde 2025 mit der Nationalmannschaft nochmals Vizeeuropameisterin.
2022 und 2023 wurde sie außerdem nach einem Finalsieg gegen Marie Van Riet jeweils belgische Meisterin.

## Erfolge
- Europameisterin mit der Mannschaft: 2024
- Belgische Meisterin: 2022, 2023